# Jorge González Torres
Jorge González Torres (Ciudad de México ,  7 de septiembre de 1942) es un político mexicano, fundador y miembro del Partido Verde Ecologista de México. Es el actual presidente de la Federación de Partidos Verdes de las Américas.

## Trayectoria profesional
González Torres es licenciado en Relaciones Industriales, fue catedrático de la Universidad Nacional Autónoma de México (UNAM) y de la Universidad Iberoamericana. 
Entre 1967 y 1986 perteneció al Partido Revolucionario Institucional (PRI) y fundó el Partido Verde Mexicano en 1986, actual Partido Verde Ecologista de México (PVEM). Este último lo postuló como candidato a la presidencia de México en 1994, en las cuales a pesar de haber quedado en el quinto lugar de las preferencias su partido no logró el registro en aquel entonces, ya que, solo obtuvo el 0.95% de los votos, pero su partido obtuvo su registro hasta la elección intermedia y a la jefatura del Distrito Federal, ambos en 1997. 
Asimismo es dueño de empresas farmacéuticas, su hermano es Víctor González Torres, quien se promovió como candidato ciudadano en las elecciones de 2006, es propietario de la cadena Farmacias Similares, la cual cuenta con una cuarta parte del mercado mexicano en medicinas. 